# 久米忠史
久米 忠史（くめ ただし、1968年1月14日 - ）は、奨学金アドバイザー。株式会社まなびシードの代表取締役。webサイト『奨学金なるほど相談所』を開設し、奨学金及び進学に関する講演活動や進路相談を全国で行っている。

## 来歴
和歌山県出身。和歌山県立向陽高等学校を経て、関西大学経済学部卒業。大阪でサラリーマンを経験した後、2004年に沖縄県の立場に特化した進学情報誌の創刊に関わる。
2005年に沖縄県の高校で始めた保護者・高校生向けの奨学金講演が「わかりやすい」との評判を呼び、2013年以降は高校のほか全国各地で開催される進学相談会や大学のオープンキャンパスなどで毎年100回以上の講演を行っている。
2009年には奨学金を解説したホームページ「奨学金なるほど！相談所」を開設。2014年からは、受験生の保護者を対象にした「奨学金スペシャルセミナー」を沖縄県内で開催。2016年から、薬学生・若手薬剤師向けの奨学金返済セミナーを実施。

## 著書
- 『-進学費用対策の決定本!! -子どもを大学に行かせるお金の話』主婦の友社、2012年5月、ISBN 978-4072826423
- 『奨学金借りる？借りない？見極めガイド: ここが知りたかった107のQ&A』合同出版株式会社、2015年4月、ISBN 978-4772612340
- 『奨学金借りる？借りない？見極めガイド: ここが知りたかった109のQ&A』合同出版株式会社、2018年4月、ISBN 978-4772613446
- ファーネットマガジン「薬剤師が奨学金返済のために知っておきたい12のこと」[4]
- 「オールアバウト」（2013～連載）[5]